# 3497 Innanen
3497  Innanen eller 1941 HJ är en asteroid i huvudbältet som upptäcktes den 19 april 1941 av den finska astronomen Liisi Oterma vid Storheikkilä observatorium. Den har fått sitt namn efter den finlands-kanadensiske astrofysikern Kimmo Innanen.
Asteroiden har en diameter på ungefär 18 kilometer.